# Media Legua
Media Legua es una pedanía compartida por los municipios de Orihuela y Redován, en la comarca de la Vega Baja del Segura, en Alicante. Se encuentra a casi un kilómetro del núcleo urbano de Redován, aunque casi enclavado en el límite de Orihuela. Las poblaciones más cercanas a Media Legua, además de Redován, son La Campaneta y Molins.
Cuenta con 236 habitantes. En sus orígenes, hay quienes ubican aquí un antiguo poblamiento de principios de la Edad Media, denominado Azanet, de origen bereber.
Su nombre actual proviene de ser un poblamiento urbano emplazado en una antigua finca agrícola situada a media legua de distancia de la ciudad de Orihuela, y que se llamó así para diferenciarla de la otra finca denominada Los Cuartos (dos cuartos de legua) en el término de Redován. 
Existe otra pedanía llamada igualmente Media Legua en el municipio de Las Torres de Cotillas (Murcia).

## Economía
Se trata de un pueblo plenamente agrícola, contando con una huerta en donde se cultivan hortalizas y cítricos.

## Senderismo
Es zona de Paso de la Senda del Poeta (GR-125). Los lugareños dicen que «Miguel Hernández solía pasear su ganado por la Media Legua, recitando sus poemas a los vecinos y dándoles leche de sus cabras».
Media Legua también es zona de paso del Camino del Cid (GR-160), que discurre desde Burgos hasta la vecina Orihuela, rememorando las andanzas del primer rey de Valencia Rodrigo Díaz de Vivar (El Cid Campeador).